# HMS 로열 조지

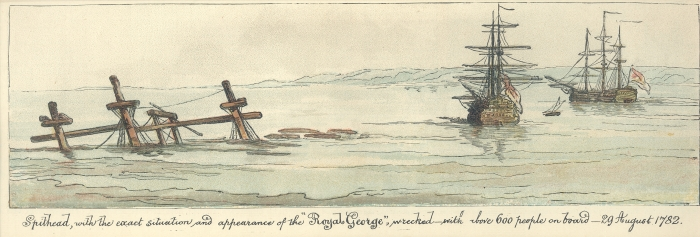
1782

로열 조지 호는 영국의 난파선 중 하나로, 1782년 8월 29일 영국 스핏헤드의 해상에서 침몰했다.

## 침몰

### 사망자
로열 조지 호에는 300명의 여자와 60명의 어린이를 포함해 모두 1200명이 배에 타고 있었는데, 그 중 여자와 어린이는 각각 1명씩밖에 살아남지 않았다. 총 900명이 죽었으며 희생자 중에서는 당시 영국 함대의 우두머리였던 리처드 켐펜펠트 제독도 포함되어 있었다.

### 침몰 이유
로열 조지 호가 침몰한 가장 큰 이유는 리처드 켐펜펠트 제독이 파이프를 수리하기 위해 새는 파이프에 접근할 수 있도록 배를 기울이게 한 것이 바로 문제였다. 사람들이 먼저 배의 아래칸으로 많은 양의 럼주 통을 내놓으면서 배가 너무 낮게 가라앉아 버렸고, 바다의 잔 물결이 선체 아래쪽 갑판의 대포가 있는 쪽으로 스며들기 시작하면서 배는 점점 가라앉았다.